# Amical Club Marie Galante
El Amical Club Marie Galante es un equipo de fútbol de Guadalupe que juega la División de Honor de Guadalupe, la máxima categoría de ese país.

## Historia
Fue fundado en el año de 1966 en la ciudad de Marie-Galante y es uno de los equipos más importantes de Guadalupe, ya que en la temporada 2018-19 consiguió el campeonato por primera vez en la historia.
A nivel internacional participaría en la CONCACAF Caribbean Club Shield en 2020. Sin embargo, sería cancelado por la pandemia del coronavirus.

## Palmarés
- División de Honor de Guadalupe: 1

2018-19
- Copa de Guadalupe: 1

2005-06

## Participación en competiciones de la Concacaf
| Temporada | Torneo                         | Ronda          | Club                 | Resultado |
| --------- | ------------------------------ | -------------- | -------------------- | --------- |
| 2020      | CONCACAF Caribbean Club Shield | Fase de grupos | Liberta SC           | Cancelado |
| 2020      | CONCACAF Caribbean Club Shield | Fase de grupos | One Love United FC   | Cancelado |
| 2020      | CONCACAF Caribbean Club Shield | Fase de grupos | SV Racing Club Aruba | Cancelado |